# منتخب إسكتلندا لهوكي الجليد
منتخب اسكتلندا الوطني لهوكي الجليد (بالإنجليزية: Scotland national ice hockey team)‏ هو ممثل اسكتلندا الرسمي في المنافسات الدولية في هوكي الجليد .

## وصلات خارجية
- الموقع الرسمي